# Johann Buxtorf (Orientalist)
Johann(es) Buxtorf (* 8. Januar 1663 in Basel; † 19. Juni 1732 ebenda) war ein Schweizer reformierter Theologe und Hebraist. Er wird zur Unterscheidung von seinem Großvater Johann Buxtorf dem Jüngeren und seinem Urgroßvater Johann Buxtorf dem Älteren meist als Johann(es) Buxtorf III. bezeichnet, manchmal auch (wenn sein Onkel Johann Jakob Buxtorf als Johann III. gilt) als Johann(es) Buxtorf IV.

## Leben
Johann Buxtorf studierte in Basel und vertiefte sich nach seiner Anerkennung als Kandidat des Predigtamts weiter in die orientalischen Sprachen. 1689 wurde er zum Prediger auf Schloss Strünkede in Westfalen berufen. Nach dem Tod der Freifrau von Strünkede ging er 1690 zum weiteren Studium der orientalischen Sprachen in die Niederlande. Nach der Rückkehr in seine Heimat wurde er 1694 zum Pfarrer von Arisdorf gewählt. 1704 folgte er seinem Onkel auf den Lehrstuhl der Hebräischen Sprache an der Universität Basel. Dort wirkte er 1720 als Rektor.